# 我奋斗
我奋斗（德語：Ich Kämpfe）是纳粹党在1942至1944年间发给每位新入党者的书籍。战后，在同盟国的去纳粹化政策下，几乎所有该书都被销毁。为本书撰文的是纳粹党下属的各个准军事部门的领袖，他们在书中讲述了納粹黨是如何成功的。撰文者包括約瑟夫·戈培爾、全國領導菲利普·布勒、阿爾弗雷德·羅森堡罗伯特·莱伊、阿图尔·阿克斯曼。